# Olympic Valley
Olympic Valley, connue jusqu'en 2021 sous le nom de Squaw Valley, est une ville située dans le comté de Placer, en Californie, aux États-Unis.
Elle abrite la station de sports d'hiver de Palisades Tahoe (anciennement « Squaw Valley Ski Resort »), qui a accueilli les Jeux olympiques d'hiver de 1960. Il s'agit du deuxième plus grand domaine skiable du lac Tahoe, après Heavenly Valley.

## Activités présentes
La station met à disposition diverses activités attrayantes, aussi bien en hiver qu'en été, où se côtoient patinoire, cinéma, sorties pédestres et équestres, station thermale et courts de tennis.
Le succès de la station doit beaucoup au travail d'Alexander Cushing (en), fondateur et président de Ski Corporation, maison mère de la station de Squaw Valley. Le champion français Émile Allais a participé à la création de la station
Squaw Valley est le lieu de départ de l'ultra-trail de la Western States 100 et accueille également l'épreuve de skyrunning, la Broken Arrow Skyrace.
La station accueille chaque année une conférence internationale d'écrivains.
Squaw Valley est le seul site des États-Unis doté d'un funitel.